# Diplazium legalloi
Diplazium legalloi là một loài dương xỉ trong họ Athyriaceae. Loài này được Proctor mô tả khoa học đầu tiên năm 1966.
Danh pháp khoa học của loài này chưa được làm sáng tỏ. 